# Боклер, Джордж, 3-й герцог Сент-Олбанс
Джордж Боклер (англ. George Beauclerk; 25 июня 1730 — 1 февраля 1786, Брюссель, , Австрийские Нидерланды ) — английский аристократ, 3-й герцог Сент-Олбанс, 3-й граф Бёрфорд и 3-й барон Хеддингтон с 1751 года (до этого носил титул учтивости граф Бёрфорд). Лорд-лейтенант Беркшира в 1751—1760 и 1771—1786 годах.

## Биография
Джордж Боклер родился 25 июня 1730 года и стал единственным сыном Чарльза Боклера, 2-го герцога Сент-Олбанса, и Люси Верден. Получил образование в Итонском колледже, в юности носил титул учтивости граф Бёрфорд, после смерти отца в 1751 году занял место в Палате лордов как 3-й герцог Сент-Олбанс. Занимал должности верховного стюарда Виндзора (1751), лорда опочивальни (1751), лорда-лейтенанта Беркшира в 1751—1760 и 1771—1786 годах. Умер 1 февраля 1786 года в Брюсселе.
Боклер был женат на Джейн Робертс (умерла в 1778), дочери и наследнице сэра Уолтера Робертса, 6-го баронета Глассенбури, и его жены Элизабет Слаутер. Этот брак остался бездетным, так что семейные титулы перешли к двоюродному брату Джорджа, ещё одному Джорджу Боклеру. Известно, что у 3-го герцога было шесть внебрачных детей, получивших фамилию Боклер:
- неизвестный (1748—1759)[1];
- Джордж (1755—1756)[1];
- Энн-Амели (1756—1826), жена Симона Фромента[1];
- неизвестный (1757—1758)[1];
- Мариэтта-Виктория-Роуз (1758 — ?)[1];
- Мария-Агнес (1758 — ?)[1][2].